# Vitaly Galkov
Vitaly Galkov (em russo:  Виталий Александрович Галков, Tambov, Tambov, 26 de maio de 1939 — ?, 7 de abril de 1998) foi um canoísta russo especialista em provas de velocidade.

## Carreira
Foi vencedor da medalha de bronze em C-1 1000 m em Cidade do México 1968.